# Fonetyka (zespół muzyczny)
Fonetyka – polski zespół muzyczny interpretujący wiersze polskich poetów.

## Historia
Fonetyka powstała z inicjatywy dwóch przyjaciół i muzyków – Przemysława Wałczuka i Daniela Zaklikowskiego w 2011 roku w Warszawie. Wcześniej grali oni w lokalnych kapelach.

### Skład zespołu
- Przemysław Wałczuk – wokal, gitara basowa
- Daniel Zaklikowski – gitara, syntezatory
- Jacek Kościuszko – perkusja
- Mirosław Piechota – gitara basowa[2]
- Bartosz Lutostański – bębny[3]

## Albumy
- Requiem dla Wojaczka (2011, z tekstami wierszy Rafała Wojaczka)
- Bursa (2013, z tekstami wierszy Andrzeja Bursy)
- Ciechowski (2016, z tekstami wierszy Grzegorza Ciechowskiego[2])

W 2018 wydali singiel „Karate Kid”.